# باغجةلي أولر
باغجةلي أولر (بالتركية: Bahçelievler) هي ضاحية سكنية كبيرة من الطبقة المتوسطة في إسطنبول بتركيا. تقع على الجانب الأوروبي من المدينة.

## المناخ
تشهد المنطقة مناخًا متوسطيًا وفقًا لتصنيفات كوبن وتريوارثا، شتاء بارد وصيف دافئ إلى حار وجاف إلى حد ما مقارنة بمعظم الأماكن في إسطنبول.
| البيانات المناخية لـباغجلار       | البيانات المناخية لـباغجلار | البيانات المناخية لـباغجلار | البيانات المناخية لـباغجلار | البيانات المناخية لـباغجلار | البيانات المناخية لـباغجلار | البيانات المناخية لـباغجلار | البيانات المناخية لـباغجلار | البيانات المناخية لـباغجلار | البيانات المناخية لـباغجلار | البيانات المناخية لـباغجلار | البيانات المناخية لـباغجلار | البيانات المناخية لـباغجلار | البيانات المناخية لـباغجلار |
| الشهر                             | يناير                       | فبراير                      | مارس                        | أبريل                       | مايو                        | يونيو                       | يوليو                       | أغسطس                       | سبتمبر                      | أكتوبر                      | نوفمبر                      | ديسمبر                      | المعدل السنوي               |
| --------------------------------- | --------------------------- | --------------------------- | --------------------------- | --------------------------- | --------------------------- | --------------------------- | --------------------------- | --------------------------- | --------------------------- | --------------------------- | --------------------------- | --------------------------- | --------------------------- |
| متوسط درجة الحرارة الكبرى °م (°ف) | 8.5 (47.3)                  | 8.4 (47.1)                  | 10.4 (50.7)                 | 15.5 (59.9)                 | 20.5 (68.9)                 | 25.2 (77.4)                 | 27.7 (81.9)                 | 27.5 (81.5)                 | 24.1 (75.4)                 | 19.3 (66.7)                 | 15.7 (60.3)                 | 10.9 (51.6)                 | 17.8 (64.1)                 |
| المتوسط اليومي °م (°ف)            | 5.8 (42.4)                  | 5.6 (42.1)                  | 7.0 (44.6)                  | 11.4 (52.5)                 | 16.1 (61.0)                 | 20.5 (68.9)                 | 23.1 (73.6)                 | 23.2 (73.8)                 | 19.9 (67.8)                 | 15.7 (60.3)                 | 11.5 (52.7)                 | 8.1 (46.6)                  | 14.0 (57.2)                 |
| متوسط درجة الحرارة الصغرى °م (°ف) | 3.0 (37.4)                  | 2.8 (37.0)                  | 3.6 (38.5)                  | 7.2 (45.0)                  | 11.6 (52.9)                 | 15.8 (60.4)                 | 18.5 (65.3)                 | 18.8 (65.8)                 | 15.5 (59.9)                 | 12.0 (53.6)                 | 8.2 (46.8)                  | 5.3 (41.5)                  | 10.2 (50.3)                 |
| الهطول مم (إنش)                   | 96 (3.8)                    | 68 (2.7)                    | 69 (2.7)                    | 52 (2.0)                    | 32 (1.3)                    | 33 (1.3)                    | 23 (0.9)                    | 30 (1.2)                    | 45 (1.8)                    | 66 (2.6)                    | 87 (3.4)                    | 119 (4.7)                   | 720 (28.4)                  |
| المصدر:                           |                             |                             |                             |                             |                             |                             |                             |                             |                             |                             |                             |                             |                             |

## السكان
| سنة    | 1935 | 1940 | 1945 | 1950 | 1955  | 1960 | 1965  | 1970  | 1975    | 1980   | 1985    | 1990    | 1997    | 2000   | 2008   |
| السكان | 523  | 542  | 601  | 812  | 1،322 | 8509 | 20881 | 49320 | 102.533 | 160733 | 237.691 | 322،234 | 442.877 | 464903 | 571711 |
| ------ | ---- | ---- | ---- | ---- | ----- | ---- | ----- | ----- | ------- | ------ | ------- | ------- | ------- | ------ | ------ |